# Adone di Vienne
Adone di Vienne, in francese: Adon de Vienne (Sens, 800 circa – Vienne, 16 dicembre 875), è stato arcivescovo di Vienne e autore di una cronaca.
È venerato come santo dalla Chiesa cattolica e la festa liturgica viene celebrata il 16 dicembre.

## Biografia
Era di origini nobili ed entrò in giovane età nell'Abbazia di Ferrières. Si spostò quindi a Roma, Ravenna e a Lione, dove mise mano per completarli e arricchirli di nuove notizie al martirologio inglese di Beda il Venerabile e a quello lionese del monaco Floro. Nonostante alcune fonti fossero incerte e non verificabili e, a volte, i commenti troppo lunghi, il martirologio di Adone riscosse un notevole successo, in particolare tra le comunità benedettine.
Fu quindi nominato arcivescovo di Vienne, dove mostrò le sue capacità, divenendo uno dei più illustri vescovi della Francia medievale.

## Opere
- Martirologio
- Cronaca